# Viriolopsis alboguttata
Viriolopsis alboguttata is een slakkensoort uit de familie van de Triphoridae. De wetenschappelijke naam van de soort is voor het eerst geldig gepubliceerd in 1926 door Tomlin.